# Manganeses de la Polvorosa
Manganeses de la Polvorosa è un comune spagnolo di 751 abitanti situato nella comunità autonoma di Castiglia e León.